# Austrolabrus
Austrolabrus és un gènere de peixos de la família dels làbrids i de l'ordre dels perciformes.

## Taxonomia
- Austrolabrus maculatus (Macleay, 1881)[2][3][4][5][6]